# Neaua
Neaua (węg. Havad) – wieś w Rumunii, w okręgu Marusza, w gminie Neaua. W 2011 roku liczyła 379 mieszkańców.